# Ратное (Минская область)
Ратное (бел. Ратнае) — деревня в Червенском районе Минской области Беларуси. Входит в состав Ляденского сельсовета.

## Географическое положение
Расположена в 23 километрах к северо-востоку от Червеня, в 85 км от Минска, в 20 км от станции Гродзянка на линии Гродзянка—Верейцы, в 800 метрах к северу от автодороги Минск—Могилёв.

## История
Населённый пункт известен с XIX века. На 1870 год застенок Ратново, входивший в Юровичскую волость Игуменского уезда Минской губернии, здесь насчитывалось 3 души мужского пола. Согласно переписи населения Российской империи 1897 года усадьба Ратное в 1 двор, где проживали 56 человек. На начало XX века урочище, где было 8 дворов и 48 жителей. На 1917 год дворов было 6, жителей — 41. 20 августа 1924 года деревня вошла в состав вновь образованного Хуторского сельсовета Червенского района Минского округа (с 20 февраля 1938 — Минской области). Согласно переписи населения СССР 1926 года насчитывалось 15 дворов, проживали 72 человека. Во время Великой Отечественной войны деревня была оккупирована немецко-фашистскими захватчиками в июле 1941 года. 6 её жителей не вернулись с фронта. Освобождена в июле 1944 года. На 1960 год население деревни составило 126 человек. В 1980-е годы деревня относилась к совхозу «Нива». На 1997 год здесь было 15 домов и 21 житель, работал магазин. 30 октября 2009 года в связи с упразднением Хуторского сельсовета вошла в состав Колодежского сельсовета. 28 мая 2013 года передана в Ляденский сельсовет. На 2013 год 5 жилых домов, 5 постоянных жителей.

## Население
- 1870 — 3 мужчины
- 1897 — 1 двор, 56 жителей
- начало XX века — 8 дворов, 48 жителей
- 1917 — 6 дворов, 41 житель
- 1926 — 15 дворов, 72 жителя
- 1960 — 126 жителей
- 1997 — 15 дворов, 21 житель
- 2013 — 5 дворов, 5 жителей